# 3.º Prêmio Jabuti
O 3º Prêmio Jabuti foi um evento organizado pela Câmara Brasileira do Livro (CBL) com o propósito de premiar o melhor da produção literária brasileira de 1960 em diferentes categorias.

## História
A cerimônia de entrega dos troféus foi realizada em 22 de novembro de 1961 no auditório da CBL, tendo a relação de vencedores sido divulgada à imprensa alguns dias antes. Foram ainda entregues, assim como no ano anterior, os diplomas "Amigo do Livro" os distintivos "Dedicação ao Livro", criados pela CBL como forma de homenagear pessoas que tenham feito algo em prol do livro.
Os diplomas foram concedidos a Rachel de Queiroz, Nair Lacerda, Italo Fittipaldi, Paulo Aires, Edmundo Monteiro, Mauricio Loureiro Gama, Corifeu de Azevedo Marques, Judas Isgorogota, José Fernandes Soares, José Blota Jr., João Alves das Neves e Pedro Menezes. Já os distintivos, foram dados aos livreiros Zulmiro Durão, Carlos H. Presch, Ascanio Tisi, Alfredo da Cunha Ferreira, Celia da Silva Machado e João Ferreira Saraiva.

## Prêmios
Os premiados foram:
| Categoria                      | Vencedores                                                           |
| ------------------------------ | -------------------------------------------------------------------- |
| Capa                           | Clóvis Graciano                                                      |
| Contos                         | Laços de Família Clarice Lispector                                   |
| Editor do Ano                  | Diaulas Riedel                                                       |
| Ensaios                        | História e interpretação de "Os Sertões" Olímpio de Sousa Andrade    |
| Gráfico do Ano                 | Francisco Agresti                                                    |
| História literária             | Otto Maria Carpeaux                                                  |
| Ilustração                     | Frank Schaeffer                                                      |
| Imprensa                       | Leonardo Arroyo                                                      |
| Infantil                       | Três Escoteiros em Férias no Rio Paraguai Francisco de Barros Júnior |
| Livreiro do Ano                | Dmeval da Costa Chaves                                               |
| Personalidade Literária do Ano | Álvaro Lins                                                          |
| Poesia                         | A Difícil Manhã Cassiano Ricardo                                     |
| Romance                        | Rua Augusta Maria de Lourdes Teixeira                                |
| Tradução                       | Brenno Silveira                                                      |